# Kenneth Nelson
Kenneth Nelson (* 24. März 1930 in Rocky Mount, North Carolina; †  7. Oktober 1993 in London, England) war ein US-amerikanischer Schauspieler.

## Leben
Kenneth Nelson begann seine Karriere als Schauspieler in verschiedenen Fernseh- und Theaterrollen. Am Broadway in Manhattan spielte er ab 1951 in verschiedenen Theaterstücken wie  Lovely Ladies, Kind Gentlemen, eine Musicaladaptation von The Teahouse of the August Moon, und 1960 im Musical Die Romanticker sowie im Musical Stop the World – I Want to Get Off. Im US-Fernsehen war er bereits seit Ende der 1940er-Jahre zu sehen, hier unter anderem in der Hauptrolle eines eigenwilligen Teenagers in der Fernsehserie The Aldrich Family.
Seine wahrscheinlich bekannteste und vielleicht kontroverseste Rolle spielte Nelson ab 1968 in dem Theaterstück The Boys in the Band und 1970 in der gleichnamigen Verfilmung des Werkes: Als schwuler, alkoholkranker Schriftsteller Michael organisiert er eine Geburtstagsparty, auf der er betrunken die anderen schwulen Gäste mit ihren Schwächen konfrontiert und ärgert. Seine Darstellung des Michael in der Verfilmung unter Regie von William Friedkin brachte Nelson sogar eine Nominierung für den Golden Globe Award ein, trotzdem blieb der große Durchbruch im Kino aus. Anschließend spielte er im Fernsehen und Kino meist kleinere Rollen, darunter etwa in den Clive-Barker-Horrorfilmen Hellraiser – Das Tor zur Hölle und Cabal – Die Brut der Nacht. In den 1970er-Jahren zog Nelson nach England, wo er seine Karriere als Theaterschauspieler fortsetzte.
1993 verstarb Nelson in seiner Londoner Wahlheimat im Alter von 63 Jahren an den Folgen von AIDS.

## Filmografie (Auswahl)
- 1949: Captain Video and His Video Rangers (Fernsehserie)
- 1952: The Aldrich Family (Fernsehserie)
- 1952: Geborgtes Glück (Invitation)
- 1970: Die Harten und die Zarten (The Boys in the Band)
- 1970: The Games
- 1977: The Brute
- 1983: Karriere durch alle Betten (The Lonely Lady)
- 1985: Am Rande der Finsternis (Edge of Darkness; Miniserie, 3 Folgen)
- 1987: Hellraiser – Das Tor zur Hölle (Hellraiser)
- 1990: Cabal – Die Brut der Nacht (Nightbreed)
- 1993: The Last Leaf (Kurzfilm)

## Auszeichnungen und Preise (Auswahl)
- Nominierung Golden Globe Awards 1971 in der Kategorie Nachwuchsschauspieler